# Rubus sundaicus
Rubus sundaicus är en rosväxtart som beskrevs av Carl Ludwig von Blume. Rubus sundaicus ingår i släktet rubusar, och familjen rosväxter. Utöver nominatformen finns också underarten R. s. discolor.